# بخش کنورا
بخش کنورا (به انگلیسی: Kenora District) یک سکونتگاه مسکونی در کانادا است که در انتاریو واقع شده‌است.

## خصوصیات
بخش کنورا ۵۷٬۶۰۷ نفر جمعیت دارد.